# Богаиха
Бога́иха — деревня в Клинском районе Московской области России.
Относится к сельскому поселению Петровское, до муниципальной реформы 2006 года относилась к Петровскому сельскому округу. Население — 8 чел. (2010).

## Население
| 1852 | 1859 | 1890 | 1926 | 2002 | 2006 | 2010 |
| ---- | ---- | ---- | ---- | ---- | ---- | ---- |
| 145  | ↘95  | ↗199 | ↘136 | ↘3   | ↗5   | ↗8   |

## География
Расположена в южной части Клинского района, на автодороге, соединяющей Р107 (Клин — Лотошино) и Московское большое кольцо А108, примерно в 10 км к юго-западу от города Высоковска и в 19 км к юго-западу от Клина. В деревне 3 улицы — Лесная, Полевая и Придорожная, зарегистрировано садоводческое товарищество.
Связана автобусным сообщением с районным центром, посёлком Нудоль и платформой «Новопетровской» Рижского направления Московской железной дороги. Северо-западнее деревни берёт начало река Локнаш (бассейн Иваньковского водохранилища). Ближайшие населённые пункты — деревни Захарово и Павельцево.

## Исторические сведения
В грамоте 1504 года упоминается как деревня Богаево, на межевом плане 1784 года — сельцо Никольское, Богаево тож.
В «Списке населённых мест» 1862 года Никольская (Богаиха) — владельческая деревня 1-го стана Клинского уезда Московской губернии по левую сторону Волоколамского тракта, в 23 верстах от уездного города, при колодцах, с 15 дворами и 95 жителями (45 мужчин, 50 женщин).
По данным на 1890 год входила в состав Петровской волости Клинского уезда, число душ составляло 199 человек.
В 1913 году — 34 двора.
По материалам Всесоюзной переписи населения 1926 года — деревня Захаровского сельсовета Петровской волости, проживало 136 жителей (64 мужчины, 72 женщины), насчитывалось 29 крестьянских хозяйств.
С 1929 года — населённый пункт в составе Клинского района Московской области.